# Олівець

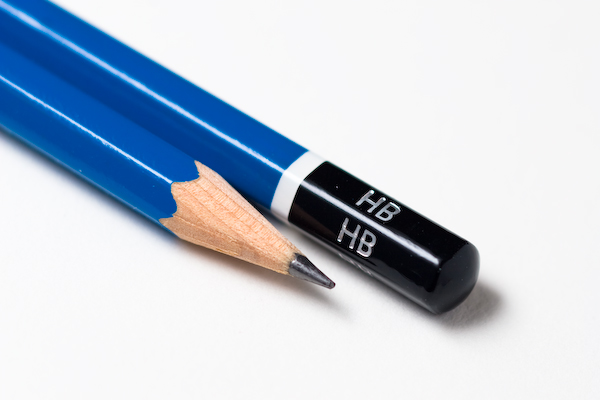
Олівці

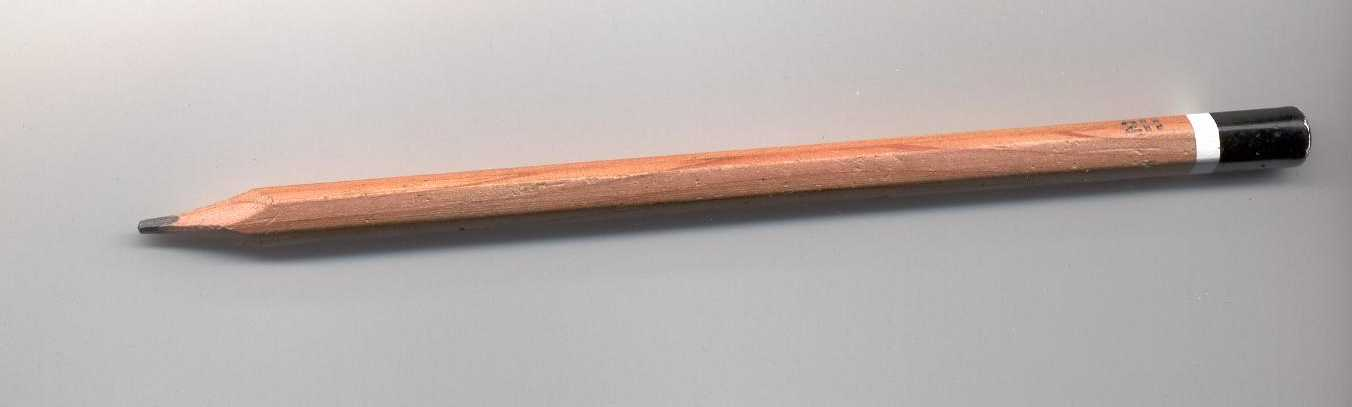
Простий олівець

Оліве́ць — це інструмент для писання, малювання чи креслення, писальна частина якого складається з глини із наповнювачем (у простих олівцях — графітом), покритої дерев'яною оболонкою. Існують також механічні олівці — у металевій чи пластиковій оболонці, споряджені висувальним механізмом.
Українська назва олівець походить з пол. ołówek, утвореного від ołów («оливо», «свинець»).

## Види
Розрізняють такі типи олівців:
- Кольоровий олівець,
- Графітний олівець,
- Механічний олівець.

У минулому випускався особливий вид графітних олівців — копіювальні (зазвичай звані «хімічними»). В стрижень такого олівця додавали водорозчинні барвники (еозин, родамін або аурамін). Такі олівці використовували для отримання відбитків документів. Для цього до креслення, виконаного копіювальним олівцем притискали вологий папір, на якому лишався дзеркальний відбиток креслення.